# Gisslan (2005)
Gisslan (orig. Hostage) är en amerikansk film från 2005 i regi av Florent Emilio Siri.

## Handling
Jeff Talley (Bruce Willis) jobbar som förhandlare åt polisen i Los Angeles. Vid en gisslansituation misslyckas han att få kidnapparna att ge sig och tre människor dör. Talley tar på sig skulden för det inträffade och flyttar med familijen till Bristol Camino i Ventura County där han blir polischef.
Ett år efter händelsen inträffar en ny gisslansituation. Två tonåringar och deras mystiske partner Mars Krupchek (Ben Foster) gör inbrott hos den förmögne Walter Smith (Kevin Pollak) och tar Smith och hans två barn som gisslan. Polischef Talley känner olust över att bli påmind om sitt tidigare jobb och lämnar över ansvaret till andra.
Det visar sig dock att Walter Smith har sysslat med pengatvätt för en kriminellt gäng genom olika skalbolag. Alla bevis finns samlade på en DVD-R hemma hos Smith. Det kriminella gänget är angeläget att denna skiva inte kommer i polisens händer och tar Talleys familj som gisslan så att denne trots sin olust måste återvända och förhandla med kidnapparna. För att rädda sin egen familj måste han lyckas denna gång.

## Om filmen
Gisslan regisserades av Florent Emilio Siri. Filmen hade världspremiär 9 mars 2005 i Manila, Filippinerna. 

## Rollista (urval)
| Bruce Willis    | – Jeff Talley   |
| Kevin Pollak    | – Walter Smith  |
| Jonathan Tucker | – Dennis Kelly  |
| Marshall Allman | – Kevin Kelly   |
| Ben Foster      | – Mars Krupchek |
| Rumer Willis    | – Amanda Talley |
| Kim Coates      | – The Watchman  |
| Robert Knepper  | – Wil Bechler   |
| Jimmy Bennett   | – Tommy Smith   |
| Johnny Messner  | – Mr. Jones     |